# Circuiti continentali UCI
I circuiti continentali sono cinque competizioni di ciclismo su strada, create dall'Unione Ciclistica Internazionale nel 2005, che raggruppano le principali gare in ogni continente e fanno da complemento all'UCI World Tour e all'UCI ProSeries, di livello superiore. I cinque circuiti continentali sono:
- UCI America Tour;
- UCI Europe Tour;
- UCI Africa Tour;
- UCI Asia Tour;
- UCI Oceania Tour;

Le prove che costituiscono questi circuiti sono di minore importanza rispetto a quelle dell'UCI World Tour, sono aperte alle "squadre continentali professionistiche" (UCI ProTeam) ed alle "squadre continentali" (UCI Continental Team), tuttavia è possibile invitare le squadre UCI World Tour, formazioni nazionali amatoriali o semi-professionistiche. Dei punti sono attribuiti ai primi corridori classificati in ogni prova, permettendo così di creare delle classifiche individuali e per squadra in ognuno dei circuiti.

## Le corse
I circuiti continentali sono composti da corse internazionali, cioè che garantiscono la partecipazione ad almeno cinque squadre straniere, che si corrono nel rispettivo continente.
L'UCI Europe Tour comprende le corse che si tengono sul continente europeo tra il 15 ottobre ed il 14 ottobre dell'anno seguente. L'UCI Africa Tour, UCI America Tour, UCI Asia Tour e l'UCI Oceania Tour si tengono dal 1º ottobre al 30 settembre dell'anno successivo.

### Gerarchia
Dal 2020, con la riforma delle UCI ProSeries, le prove che compongono i veri circuiti sono divise in quattro categorie, classificate con una prima cifra (1. o 2.) e seguita da una seconda cifra (1 o 2); se le manifestazioni sono riservate agli Under-23 dopo le due cifre compare una U.
- La prima cifra indica il tipo di corsa: corsa di un giorno (1.) o a tappe (2.).
- La seconda cifra dà la classificazione della prova: le più importanti (1), le meno importanti (2).
- La U è riservata agli Under-23.

Esempi di corse per categoria:
| Nome e luogo                                | Categoria |
| ------------------------------------------- | --------- |
| Settimana Internazionale di Coppi e Bartali | 2.1       |
| Volta ao Alentejo                           | 2.2       |
| Le Samyn                                    | 1.1       |
| Umag Trophy                                 | 1.2       |
| Giro d'Italia Under-23                      | 2.2U      |

### La partecipazione delle squadre alle prove
Le squadre ammesse a partecipare alle prove sono differenti a seconda della classificazione delle prove stesse:
- le corse HC ammettono delle squadre World Tour, nel limite del 70% delle squadre partecipanti, delle squadre professionistiche continentali e delle squadre continentali del paese in cui si svolge la corsa.
- le corse di classe 1 ammettono delle squadre World Tour, nel limite del 50% delle squadre partecipanti, delle squadre professionistiche continentali, delle squadre continentali ed anche squadre nazionali del paese in cui si svolge la corsa.
- le corse di classe 2 ammettono delle squadre professionistiche continentali (per le prove dell'UCI Europe Tour, sono ammesse solo squadre del paese in cui si svolge la corsa), delle squadre continentali, nazionali, regionali e di club.

## Le squadre
Le squadre internazionali, registrate presso l'UCI, sono divise in tre categorie:
- le squadre titolari di una "licenza UCI World Tour"
- le "squadre professionistiche continentali"
- le "squadre continentali"

### Le squadre professionistiche continentali
Le squadre professionistiche continentali, registrate presso l'UCI, sono costituite da un responsabile finanziario, degli sponsor, dei corridori e del personale che assicura il loro funzionamento (manager, direttori sportivi, assistenti medici, meccanici, ecc.). Il numero di corridori per squadra è compreso tra 14 e 25.
Le squadre professionistiche continentali possono, su loro domanda, ottenere una "label wild card". Introdotta nel 2008, questa è obbligatoria per ottenere un invito per le prove del circuito UCI ProTour. La decisione dellUCI di assegnarla o meno ad una squadra, dipende da alcuni criteri quali la qualità dei corridori della squadra, il rispetto dei regolamenti UCI, degli obblighi contrattuali e legali e dell'etica sportiva.

### Le squadre continentali
Le squadre continentali sono squadre riconosciute e certificate dalla federazione nazionale di ciclismo della nazionalità della maggior parte dei corridori che la compongono e registrate presso l'UCI. Le regole che le riguardano (stato giuridico e finanziario, iscrizione, tipo di contratto, ecc.) sono fissati dalle federazioni nazionali, sulla base di regole minime dell'UCI. Una federazione nazionale non può registrare più di 15 squadre continentali per una stagione. I corridori non sono necessariamente professionisti ed il loro numero per squadra è compreso tra 8 e 16, ai quali possono aggiungersi dei corridori specializzati in altre discipline (ciclismo su pista, ciclocross, ecc.).

## Le classifiche
Per ognuno dei cinque circuiti continentali sono stabilite delle classifiche individuali, per squadra, per nazioni e per nazioni-under-23.

### Classifica individuale
I punti sono attribuiti ai corridori delle squadre continentali e continentali professionistiche (i corridori delle squadre WorldTour non partecipano a queste classifiche.
- le corse della classe 1.1 e "1.2"  assegnano 125 punti al vincitore, 85 al secondo, 70 al terzo, poi 60, 50, 40, 35, 30, 25, 20, 15, 10, 5 tra il 12º e il 15º e 3 tra il 16 e il 25º
- le corse della classe 1.2 e 2.2 assegnano 40 punti al vincitore, 30 al secondo, 25 al terzo, poi 20, 15, 10, 5 e 3 punti per all'ottavo al decimo.
- le tappe assegnano 14, 5 e 3 punti per i primi 3 delle corse di classe 2.1 e 7, 3,1 per i primi tre delle corse di classe 2.2.
- portare la maglia di leader di una corsa a tappe assegna, per ogni tappa, 3 punti in quelle classe 2.1 e 1 punti nelle classe 2.2.[senza fonte]

I punti ottenuti così da un corridore in una prova gli permettono di raffigurare nella classifica continentale alla quale appartiene questa prova. Un corridore può quindi essere presente nella classifica di diversi continenti.

### Classifica a squadre
La classifica a squadre è ottenuta sommando i punti degli otto migliori corridori di ogni squadra nella classifica individuale.

### Classifica per nazioni
La classifica per nazioni sono ottenute sommando i punti ottenuti sui differenti circuiti continentali dai corridori appartenenti alle nazioni dello stesso continente. Sono sommati:
- i punti ottenuti da ogni corridore sull'insieme dei circuiti continentali;
- i punti dei dieci migliori corridori di ogni nazione;

ed il titoale ottenuto determina la classifica di ogni nazione.
È stata stabilita anche una classifica specifica per i corridori under-23.

## I cinque circuiti

### UCI Europe Tour
Il calendario dell'UCI Europe Tour è il più ricco dei cinque circuiti continentali, con più di 300 prove.

### UCI Oceania Tour
Dei cinque circuiti, l'UCI Oceania Tour è quello che comprende meno prove. 